# Reece Gold
Reece Gold (Miami, Estados Unidos; 2 de septiembre de 2004) es un piloto de automovilismo estadounidense. Actualmente compite en la Indy NXT con HMD Motorsports with Dale Coyne Racing.

## Carrera

### Inicios
En 2012, Gold inicio en el Karting en le Florida Winter Tour, en la categoría Rotax Micro Max, en 2014 ganó el Florida Winter Tour, en la categoría Rotax Micro Max con Tony Kart y logro un segundo lugar en el Florida Winter Tour, de nuevo en la categoría Rotax Micro Max.
Dejaría el Karting en 2018, logrando un tercer lugar en el 2017 en la Florida Winter Tour, en la categoría Mini ROK y un segundo lugar en el Florida Winter Tour en 2016, en la categoría Mini ROK.

### Fórmula 4

#### 2019
En 2019, Gold participaría en el Campeonato de Estados Unidos de Fórmula 4 con DC Autosport with Cape Motorsports, donde quedaría en el 18.º lugar con 12 puntos.

#### 2020
En 2020, Gold sería anunciado por Scuderia Martiga EG en el Campeonato NACAM de Fórmula 4 para la tercera ronda del campeonato en Puebla, donde lograría un segundo lugar en la segunda carrera de la ronda.

## Resumen de carrera
| Temporada | Categoría                                 | Equipo                                 | Carreras | Victorias | Poles | VR | Podios | Puntos | Pos. |
| --------- | ----------------------------------------- | -------------------------------------- | -------- | --------- | ----- | -- | ------ | ------ | ---- |
| 2019      | Campeonato de Estados Unidos de Fórmula 4 | DC Autosport with Cape Motorsports     | 5        | 0         | 0     | 0  | 0      | 12     | 18.º |
| 2019      | Campeonato Nacional U.S. F2000            | Cape Motorsports                       | 15       | 0         | 0     | 0  | 0      | 167    | 10.º |
| 2019-20   | Campeonato NACAM de Fórmula 4             | Scuderia Martiga EG                    | 3        | 0         | 0     | 0  | 1      | 38     | 14.º |
| 2020      | Campeonato Nacional U.S. F2000            | Cape Motorsports                       | 17       | 2         | 0     | 3  | 10     | 341    | 3.º  |
| 2021      | Indy Pro 2000                             | Juncos Hollinger Racing                | 18       | 1         | 5     | 3  | 7      | 366    | 5.º  |
| 2022      | Indy Pro 2000                             | Juncos Hollinger Racing                | 18       | 4         | 5     | 2  | 7      | 390    | 2.º  |
| 2023      | Indy NXT                                  | Juncos Hollinger Racing                | 2        | 0         | 0     | 0  | 0      | 334    | 8.º  |
| 2023      | Indy NXT                                  | HMD Motorsports with Dale Coyne Racing | 12       | 1         | 0     | 0  | 2      | 334    | 8.º  |
| 2024      | Indy NXT                                  | HMD Motorsports                        | 13       | 0         | 0     | 1  | 0      | 289    | 10.º |
| Fuente:   |                                           |                                        |          |           |       |    |        |        |      |